# Институт тепловой и атомной энергетики МЭИ
Институт тепловой и атомной энергетики МЭИ (ИТАЭ, ранее ИТТФ — Институт теплоэнергетики и технической физики) — институт в составе НИУ «Московский энергетический институт» (МЭИ). Осуществляет подготовку бакалавров, специалистов и магистров по специальностям и направлениям, связанным с теплоэнергетикой и атомной энергетикой.

## Кафедры
Институт тепловой и атомной энергетики состоит из семи специальных кафедр:
- Тепловых электрических станций (ТЭС).
- Теоретических основ теплотехники (ТОТ) им. М.П. Вукаловича - в 2017 году с ней была объединена кафедра технологии воды и топлива (ТВТ).
- Автоматизированных систем управления тепловыми процессами (АСУ ТП).
- Атомных электрических станций (АЭC).
- Низких температур (НТ).
- Инженерной теплофизики (ИТФ) им В.А. Кириллина.
- Общей физики и ядерного синтеза (ОФиЯС).

## Выдающиеся учёные
С. Б. Шихов, И. И. Новиков, М. П. Вукалович, В. А. Кириллин, А. Е. Шейндлин, Г. С. Жирицкий, Д. Л. Тимрот, М. А. Стырикович, В. А  Фабрикант, Б. С. Петухов,  Э. Э. Шпильрайн, Д. А. Лабунцов, В. Г. Асмолов, В. А. Григорьев, Э. П. Волков, Е. В. Аметистов, В. В. Клименко, В. М. Батенин, Н. С. Хлопкин.

## История ТТФ — ТЭФ/ЭФФ — ИТТФ — ИТАЭ
Московский Энергетический институт в первые несколько лет своего существования не имел факультетов, и фактически представлял собой самоорганизующуюся структуру ряда научных групп. В 1931 году МЭИ выпустил первых инженеров-теплотехников, и все кафедры, работающие над темами теплотехники, теплофизики, вопросами создания и эксплуатации энергетических установок и электростанций были объединены в Теплотехнический факультет (ТТФ). Специализацией факультета стала подготовка инженеров для бурно развивающейся энергетики и проведение научно-исследовательских работ по изучению различных тепловых процессов.
Активное развитие энергетики требовало специалистов в новых инженерных специальностях, факультет непрерывно расширялся. В 1943 году после возвращения МЭИ из эвакуации на базе двух кафедр теплотехнического факультета и некоторых кафедр общетехнического профиля был организован энергомашиностроительный факультет (ЭнМФ).
Теплотехнический факультет продолжал развиваться, специализируясь в сфере проектирования, строительства и эксплуатации теплоэнергетических установок. В 1946 году факультет был переименован в теплоэнергетический (ТЭФ). В 1953 году от ТЭФа отделился факультет промышленной теплоэнергетики (ПТЭФ). В 1950-годы была построена и ТЭЦ МЭИ,  на базе которой была создана  научно-учебная лаборатория. Студенты могли на практике осваивать дисциплины в соответствии с  учебными программами. В 1976 году на базе ТЭФ был образован энергофизический факультет (ЭФФ).
В 2000 году в ходе реорганизации МЭИ в технический университет произошло обратное слияние ТЭФ и ЭФФ, на совместной базе которых появился Институт теплоэнергетики и технической физики (ИТТФ). В 2008 году ИТТФ был переименован в Институт тепловой и атомной энергетики (ИТАЭ).

### Деканы и директора
- 1932—1936 гг. — декан ТТФ: проф. Г. С. Жирицкий
- 1936—1950 гг. — декан ТТФ-ТЭФ: проф. Л. И. Керцелли
- 1950—1954 гг. — декан ТЭФ: д. т. н., проф. М. П. Вукалович
- 1954—1956 гг. — декан ТЭФ: д. т. н., проф. Т. Х. Маргулова
- 1956—1962 гг. — декан ТЭФ: д. т. н., проф. Н. В. Цедерберг
- 1962—1970 гг. — декан ТЭФ: к. т. н., проф. А. С. Сукомел
- 1970—1977 гг. — декан ТЭФ: к. т. н., проф. Ю. А. Клушин
- 1976—1977 гг. — декан ЭФФ: д. т. н., проф. Б. А. Дементьев
- 1976—1986 гг. — декан ЭФФ: д. т. н., проф. В. В. Ягов
- 1986—2000 гг. — декан ЭФФ: д. т. н., проф. В. В. Махров
- 1977—1992 гг. — декан ТЭФ: д. т. н., проф. Н. И. Тимошенко
- 1992—2000 гг. — декан ТЭФ: д. т. н., проф. А. С. Седлов
- 2000—2007 гг. — директор ИТТФ: д. т. н., проф. В. В. Махров
- 2007—2013 гг. — директор ИТТФ-ИТАЭ: д. т. н., проф. А. Т. Комов
- 2013 — наст. время — директор ИТАЭ: д. т. н., проф. А. В. Дедов